# Абрамково (Зубцовский район)
Абрамково  — деревня в Зубцовском районе Тверской области. Входит в состав Вазузского сельского поселения.

## География
Находится в южной части Тверской области на расстоянии приблизительно 9 км на восток-юго-восток по прямой от районного центра города Зубцов.

## История
Деревня была отмечена еще на карте 1825 года. В 1859 году здесь (деревня Зубцовского уезда Тверской губернии) было учтено 4 двора, в 1941—108.

## Население
Численность населения: 39 человек (1859 год), 10 (русские 95 %) в 2002 году, 9 в 2010.